# 아다바스
아다바스(ADABAS, Adaptable DAta BAse System)는 소프트웨어 AG의 주 데이터베이스 관리 시스템이자 역색인 데이터베이스이다.

## 역사
DOS/360, OS/MFT, OS/MVT를 이용하는 IBM 메인프레임 시스템용으로 1971년에 처음 출시된 아다바스는 2014년 기준으로 유닉스, 리눅스, 마이크로소프트 윈도우 서버를 포함한 기타 운영 체제에서 이용이 가능하다. 아다바스는 병렬 시스플렉스 지원, 실시간 복제 기능, SQL 및 XML 접근을 제공한다. 역사적으로 아다바스는 소프트웨어 AG의 프로그래밍 언어 내추럴(NATURAL)과 함께 사용되었으므로 백엔드에서 아다바스를 데이터베이스로 사용하는 수많은 레거시 응용 프로그램들은 내추럴로 개발되어 있다.

## 기술 정보
아다바스는 역리스트 데이터베이스로, 다음의 특징이나 용어를 포함하고 있다:
- 주요 조직 단위로서의 파일 (테이블 아님)
- 조직 단위 내의 내용 단위로서의 레코드 (로우 아님)
- 내용 단위의 구성 요소로서의 필드 (컬럼 아님)
- 임베디드 SQL 엔진이 없다. SQL이나 다른 외부 쿼리 매커니즘이 제공되어야 한다. SQL 접근은 아다바스 SQL 게이트웨이에 의해 제공된다. ODBC, JDBC, OLE DB 접근을 아다바스에 제공하며 코볼 프로그램을 이용하여 아다바스에 대한 SQL 접근을 가능케 한다.
- 검색 기능은 색인 필드나 비색인 필드, 또는 그 둘을 사용할 수 있다.
- 참조 무결성 제약 조건을 네이티브로 강제하지 않는다. 이를테면, 부모-자식 관계는 애플리케이션 코드를 통해 관리되어야 한다.
- 두 개의 역정규화(denormalization) 방식을 지원한다. 하나는 레코드 안의 반복되는 그룹(periodic groups)이고, 나머지 하나는 레코드 안의 다중 값 필드(multi-value fields)이다.

아다바스는 일반적으로 대용량 데이터 처리를 요구하는 응용 프로그램이나 트랜잭션이 많은 OLAP 환경에서 사용된다.
아다바스 접근은 일반적으로 직접 호출을 통해 이루어지며, 내추럴 및 SQL 솔루션들은 이러한 환경 하에서 수행된다. 오라클 데이터베이스가 하는 바와 매우 비슷하다.

## 참고 문헌
- Pratt, Philip J.; Adamski, Joseph J. (1987). 《DATABASE SYSTEMS: Management and Design》. Boston: Boyd & Fraser Publishing Company. ISBN 0-87835-227-9.